# مک‌کن ۹۰۸۲۰
سیارک ۹۰۸۲۰ (به انگلیسی: 90820 McCann، نامگذاری:1995SS1) نود هزار و هشتصد و بیستمین سیارک کشف شده‌است که در ۲۰ سپتامبر ۱۹۹۵ کشف شد.